# MAGCOMI
MAGCOMI （マグコミ）は2015年（平成27年）12月開設の、マッグガーデンが運営する無料ウェブコミックサービスである。

## 概要
Mag Garden Comic Onlineの略で、キャッチコピーは『プレミアムな「マンガ」のひとときを』。作品配信が5の倍数日（5、10、15、20、25、30）だったが、2024年8月から毎週火・金曜日更新体制となり、これまでよりも更新頻度が増える。
マッグガーデン刊行の月刊雑誌の連載中作品の同時掲載に加え、同社で過去に刊行されていた複数の雑誌連載作品からの移転組も多く、コミックスはその各レーベルから発行という形になっている。

## 漫画賞（作品応募）
「月例マグコミマンガ大賞」、「ツイッターマンガ大賞」が設定されている。また、同社刊行の月刊コミックガーデンの漫画賞「1ページマンガ賞 箱庭」、「若草賞」にも応募可能になっている。

## 沿革
- 2009年（平成21年）9月18日 - 無料Webコミック誌「EDEN＆ブレイドコミックアーカイブ」創刊[4]。Yahoo!コミック 無料マガジン枠にて展開。
- 2010年（平成22年）10月8日 - 「EDEN＆ブレイドコミックアーカイブ」が「EDEN」へと名称が変更される。
- 2011年（平成23年）5月10日 - Webコミックポータルサイト「マッグガーデンコミックオンライン」が開設[5]。同時にWebコミックサイト「Beat's」が開始された他に、月刊コミックブレイドと月刊コミックアヴァルスのバックナンバーを無料配信したり、「EDEN」配信作品や携帯コミックサイト配信作品が掲載がされる[5]。
- 2014年（平成26年） - 月刊紙[6]から移行の形でWebコミックサイト「コミックブレイド」「コミックアヴァルス」が開始[7][8]。アヴァルスではBLコミックを扱う「uvu」もあり[9]このコーナーもその後にサイト内で独立レーベルを持った。
- 2015年（平成27年）12月25日 - 「マッグガーデンコミックオンライン」が「MAGCOMI」にリニューアル[10]。それに伴い、他WEBコミックサイトが統合され、「MAGCOMI」内でレーベル化。
- 2020年（令和2年）3月5日 - リニューアル[11]。サイト内レーベルが廃止され、WebコミックポータルサイトからWebコミックサイトとして「MAGCOMI」に統一。「マグコミツイッターマンガ大賞」を新設[12]。
- 2020年（令和2年）5月7日 - 「プレミアム」というサービスを開始。入会すると「MAGCOMI」で連載されている作品を先読みや、「月刊コミックガーデン」最新号の作品を発売日と同日に閲覧することができる[注 1][13]。
- 2024年（令和6年）8月2日 - 再リニューアル[2]。更新日やロゴマークの変更、先読みレンタルの対象を大幅拡大など施された[2]。

## 姉妹ウェブコミック
MAGXIV（マグシブ）
マッグガーデンとpixivの共同運営サイト。毎週月曜昼更新。
MAGKAN（マグカン）
マッグガーデン関西事業部が運営する「シュッっとした」サイト。

## 作品一覧

### 毎月5日
- 雨天の盆栽（つるかめ）
- 歌舞伎町シャーロック（原作：歌舞伎町シャーロック製作委員会/漫画：水越きぬ）
- 警視庁 特務部 特殊凶悪犯対策室 第七課 -トクナナ-（原作：TVアニメ『トクナナ』/作画者：なまざかな）
- 剣の王国（yoruhashi）
- はめつのおうこく（yoruhashi）
- PEACE MAKER 鐵（黒乃奈々絵）
- ヘルゲート幹部会議（長谷川恭大）
- まもって守護月天！ 開封の章 （桜野みねね）
- 迷宮ブラックカンパニー（安村洋平）
- モルフェウス・ロード（よかぜ）
- リィンカーネーションの花弁（小西幹久）
- 煉獄に笑う（唐々煙）
- 路地迷宮のロージー（十月士也）

### 毎月10日
- 怪しことがたり（白鳥うしお）
- あまんちゅ！（天野こずえ）
- 異世界でも無難に生きたい症候群（原作：安泰〈『異世界でも無難に生きたい症候群』一二三書房刊〉/漫画：笹峰コウ/キャラクター原案：ひたきゆう）
- 映写室のわかばさん（青山克己 原案：神田川あゆ）
- ガベージブレイブ 異世界に召喚され捨てられた勇者の復讐物（原作：〈『なんじゃもんじゃ』一二三書房刊〉/漫画：木梨はるか/キャラクター原案：珠梨やすゆき）
- グレイヴヤードの捩じくれた家（岩崎ネネ）
- ケサランなにがしとスープ屋さん（堀井 優）
- 終末世界の箱入りムスメ（みあ）
- 商人勇者は異世界を牛耳る！ 〜栽培スキルでなんでも増やしちゃいます〜（原作：十一屋翠〈『商人勇者は異世界を牛耳る！ 〜栽培スキルでなんでも増やしちゃいます〜』MFブックス刊〉/漫画：相模 映/キャラクター原案：又市マタロー）
- 女装してめんどくさい事になってるネクラとヤンキーの両片想い（とおる）
- スクールゾーン（ニンギヤウ）
- スローライフがしたい大賢者、娘を拾う。（原作：空野進〈『スローライフがしたい大賢者、娘を拾う。』MFブックス刊〉/漫画：ムラ黒江/キャラクター原案：torino）
- 世話焼きJKと首だけデュラハン（アユタミシン）
- ネオ・エヌマ・エリシュ（マミー）
- 巫女と狛犬のおそなえ御飯〜もぐもぐ世界のグルメ〜（宝井サト）
- もののべ古書店怪奇譚（紺吉）

### 毎月15日
- あめつちだれかれそこかしこ（青桐ナツ）
- 海を、歩くヤギ（イシコ）
- 王の目・王の耳（原作：Mariyam/漫画：白鐘心琴）
- 黄身が白と言った殻（イシコ）
- こりせんまん（田川ミ）
- 少年の痕（一七八ハチ）
- 大正折リ紙少年（原作：荒居蘭/漫画：夏乃あゆみ）
- 大正恋縛アルチスト（蒔々）
- 鳥ジャンキーズ（空廼カイリ）
- 彼岸異譚（空廼カイリ）
- ふることふひと（風越洞/壱村仁）
- ほしとくず（田丸さと）
- マーヴェラス・キス（あず真矢）

### 毎月20日
- 異世界転生の冒険者（漫画：しばの番茶/原作：ケンイチ/キャラクター原案：ネム）
- 異世界に転生したら聖少女にされた（漫画：へるにゃー/原作：狐谷まどか/キャラクター原案：もちうさ）
- クロズキン（玉置勉）
- PSYCHO-PASS サイコパス Sinners of the System「Case.3 恩讐の彼方に＿＿」（原作：サイコパス製作委員会/作画：斎夏生）
- 最果てのソルテ（水上悟志）
- スクールゾーン（ニンギヤウ）
- 世話焼きJKと首だけデュラハン（アユタミシン）
- ヒトの食事は難しい。（日下幹之）
- ふかふかダンジョン攻略記〜俺の異世界転生冒険譚〜（KAKERU）
- ぷちはうんど（ねこねこ）
- 物理的に孤立している俺の高校生活@comic（原作：森田季節〈小学館「ガガガ文庫」刊〉/キャラクター原案：Mika Pikazo/漫画：らま）
- 異世界きまぐれぶらり旅 ～奴隷ハーレムを添えて～（原作：さとうねこ/漫画：真鍋譲治）

### 毎月25日
- 異種族巨少女セクステット！（あまがえる）
- ケサランなにがしとスープ屋さん（堀井 優）
- 女装してめんどくさい事になってるネクラとヤンキーの両片想い（とおる）
- とつくにの少女（ながべ）
- ドラゴン、家を買う。（原作：多貫カヲ/作画：絢 薔子）
- ぬばたまおろち、しらたまおろち 少女と妖魅の魔女学校（漫画：田中清久/原作：白鷺あおい〈『ぬばたまおろち、しらたまおろち』創元推理文庫刊〉）
- ファンタジー老人ホームばるはら荘（岡村アユム）
- 魔女のマリーは魔女じゃない（小林安曇）
- 魔導具師ダリヤはうつむかない 〜Dahliya Wilts No More〜（漫画：住川 惠/原作：甘岸久弥〈『魔導具師ダリヤはうつむかない 〜今日から自由な職人ライフ〜』MFブックス刊〉/キャラクター原案：景）
- 魔導の系譜（漫画：イヌヅカヒロ/原作：佐藤さくら〈創元推理文庫〉）
- 魔法使いの嫁（ヤマザキコレ）
- 迷廊館のチャナ（冨士宏）
- レイン（漫画：住川惠/原作：吉野匠〈アルファポリス刊〉）

### 毎月30日
- 剣聖の称号を持つ料理人（原作：天那光汰〈『剣聖の称号を持つ料理人』KADOKAWA刊〉/漫画：海田ゆた/キャラクター原案：中野一）
- 琥珀の夢で酔いましょう（原作：村野真朱/作画：依田温/監修：杉村啓）
- 新装開店！ 猫ラーメン（そにしけんじ）
- シンデレラ's キャンプ（萩原カイリ）
- スクールゾーン（ニンギヤウ）
- 超世界転生エグゾドライブ -激闘！異世界全日本大会編-（原作：珪素/漫画：zunta）
- 転生貴族の異世界冒険録 〜自重を知らない神々の使徒〜（原作：夜州〈『転生貴族の異世界冒険録 〜自重を知らない神々の使徒〜』一二三書房刊〉/漫画：nini/キャラクター原案：藻）
- 日々是れ尊いネコマタ荘（楢山とおる）
- フミさん、ふみふみお願いします。（ぐう）
- 僕らの地球の歩き方（ソライモネ）
- ほしとくず 0.5（田丸さと）
- 友人キャラは大変ですか？（原作：伊達康〈『友人キャラは大変ですか？』小学館「ガガガ文庫」刊〉/キャラクター原案：紅緒/横山コウヂ）
- わたしと先生の幻獣診療録（火事屋）

### その他
- 三国恋戦記〜オトメの兵法!〜（Daisy2×あず真矢）
- HEROIZM（壱村仁）
- flat（青桐ナツ）
- 異世界エッセイ 作・バケツ（水上悟志）
- 水上悟志短編集「放浪世界」（水上悟志）
- 素足のメテオライト（小西幹久）
- けんえん。（風越洞×壱村仁）
- オオマガトキ（冬青佳子）
- 鬼哭の童女 異聞大江山鬼退治（麻貴早人）
- 腐ってもアニ。（おやまだみむ）
- coda（壱村仁）
- 殺人姫と不死の魔術師（磐秋ハル）
- 世界ねこメンずかん（清水アイ）
- 戦国妖狐（水上悟志）
- ちちこぐさ（田川ミ）
- 似た者どうしの（菅辺吾郎）
- -ヒトガタナ-（オニグンソウ）
- 日々是れ尊いネコマタ荘（楢山とおる）
- 魔王のママになるんだよ！（片岡とんち）
- 魔法少女プリティ☆ベル（KAKERU）
- 妖怪の子預かります（漫画：森野きこり/原作：廣嶋玲子〈『妖怪の子預かります』創元推理文庫刊〉/キャラクター原案：Minoru）
- 林檎と薔薇と吸血鬼（仮）（新谷シンヤ）